# Championnat IV d'Europe de hockey sur gazon
Le Championnat IV d'Europe masculin de hockey sur gazon anciennement connu sous le nom de Challenge II d'Europe masculin de hockey sur gazon, est une compétition d'Europe pour les équipes nationales de hockey sur gazon. Il s'agit du quatrième niveau des championnats d'Europe masculin de hockey sur gazon pour les équipes nationales.
Pour les équipes nationales masculines, c'est le niveau le plus bas. Il y a promotion et relégation. Une ou deux équipes classées premières se qualifient pour le prochain Championnat III d'Europe masculin de hockey sur gazon et sont remplacées par une ou deux équipes les moins bien classées de ce tournoi.
Le tournoi a été remporté par sept équipes différentes: Gibraltar a le plus de titres avec deux et la Grèce, le Danemark, la Slovénie, la Turquie, la Slovaquie et la Hongrie ont tous remporté le tournoi une fois. La prochaine édition devait se tenir à Kordin, à Malte, en août 2021 mais a été annulée en raison des restrictions de voyage liées à la pandémie de Covid-19,.

## Palmarès
| Édition | Lieu       | Champion     | Vice-champion | Troisième place | Quatrième place         |
| ------- | ---------- | ------------ | ------------- | --------------- | ----------------------- |
| 2005    | Kordin     | Danemark     | Azerbaïdjan   | Malte           | Chypre                  |
| 2007    | Predanovci | Slovénie     | Turquie       | Serbie          | Lituanie                |
| 2009    | Bratislava | Gibraltar    | Slovénie      | Bulgarie        | Grèce                   |
| 2011    | Athènes    | Turquie      | Grèce         | Bulgarie        | Chypre                  |
| 2013    | Athènes    | Grèce        | Bulgarie      | Chypre          | Seulement trois équipes |
| 2015    | Vilnius    | Slovaquie    | Danemark      | Lituanie        | Malte                   |
| 2017    | Lipovci    | Gibraltar    | Slovénie      | Hongrie         | Chypre                  |
| 2019    | Helsinki   | Hongrie      | Finlande      | Norvège         | Chypre                  |
| 2023    | TBD        | Équipe ????? | Équipe ?????  | Équipe ?????    | Équipe ?????            |

### Bilan par nation
| Équipe      | Champions      | Vice-champions | Troisième place | Quatrième place            |
| ----------- | -------------- | -------------- | --------------- | -------------------------- |
| Gibraltar   | 2 (2009, 2017) |                |                 |                            |
| Grèce       | 1 (2013*)      | 1 (2011*)      |                 | 1 (2009)                   |
| Danemark    | 1 (2005)       | 1 (2015)       |                 |                            |
| Slovénie    | 1 (2007*)      | 1 (2017*)      |                 |                            |
| Turquie     | 1 (2011)       | 1 (2007)       |                 |                            |
| Slovaquie   | 1 (2015)       | 1 (2009*)      |                 |                            |
| Hongrie     | 1 (2019)       |                | 1 (2017)        |                            |
| Bulgarie    |                | 1 (2013)       | 2 (2009, 2011)  |                            |
| Azerbaïdjan |                | 1 (2005)       |                 |                            |
| Finlande    |                | 1 (2019*)      |                 |                            |
| Chypre      |                |                | 1 (2013)        | 4 (2005, 2011, 2017, 2019) |
| Malte       |                |                | 1 (2005*)       | 1 (2015)                   |
| Lituanie    |                |                | 1 (2015*)       | 1 (2007)                   |
| Serbie      |                |                | 1 (2007)        |                            |
| Norvège     |                |                | 1 (2019)        |                            |

* = pays hôte

### Équipes apparues
| Équipe      | 2005 | 2007 | 2009 | 2011 | 2013 | 2015 | 2017 | 2019 | Total |
| ----------- | ---- | ---- | ---- | ---- | ---- | ---- | ---- | ---- | ----- |
| Chypre      | 4e   | -    | -    | 4e   | 3e   | 7e   | 4e   | 4e   | 6     |
| Finlande    | -    | 7e   | -    | -    | -    | 6e   | 5e   | 2e   | 4     |
| Bulgarie    | -    | 6e   | 3e   | 3e   | 2e   | -    | -    | -    | 4     |
| Slovénie    | -    | 1er  | -    | -    | -    | -    | 2e   | 5e   | 3     |
| Slovaquie   | -    | 5e   | 2e   | -    | -    | 1er  | -    | -    | 3     |
| Grèce       | -    | -    | 4e   | 2e   | 1er  | -    | -    | -    | 3     |
| Hongrie     | -    | -    | -    | -    | -    | 5e   | 3e   | 1er  | 3     |
| Danemark    | 1er  | -    | -    | -    | -    | 2e   | -    | -    | 2     |
| Malte       | 3e   | -    | -    | -    | -    | 4e   | -    | -    | 2     |
| Norvège     | -    | -    | -    | -    | -    | 8e   | -    | 3e   | 2     |
| Turquie     | -    | 2e   | -    | 1er  | -    | -    | -    | -    | 2     |
| Lituanie    | -    | 4e   | -    | -    | -    | 3e   | -    | -    | 2     |
| Gibraltar   | -    | -    | 1er  | -    | -    | -    | 1er  | -    | 2     |
| Azerbaïdjan | 2e   | -    | -    | -    | -    | -    | -    | -    | 1     |
| Serbie      | -    | 3e   | -    | -    | -    | -    | -    | -    | 1     |
| Géorgie     | -    | -    | -    | 5e   | -    | -    | -    | -    | 1     |
| Total       | 4    | 7    | 4    | 5    | 3    | 8    | 5    | 5    | [ 4 ] |